# Valērijs Agešins
Valērijs Agešins (ros. Валерий Агешин, Walerij Agieszyn; ur. 23 czerwca 1972 w Lipawie) – łotewski polityk i wykładowca rosyjskiego pochodzenia, od 2002 poseł na Sejm.

## Życiorys
W 1994 ukończył studia historyczne w Kaliningradzkim Uniwersytecie Państwowym, w 1998 pedagogiczne w Uniwersytecie Łotewskim, zaś w 2002 prawnicze w Bałtyjskim Instytucie Rosyjskim (obecnie: Międzynarodowa Akademia Bałtyjska). W latach 1994–2002 był nauczycielem historii w szkole średniej w Lipawie. Pracował jako wykładowca prawa europejskiego i teorii konstytucjonalizmu w lipawskiej filii Akademii Bałtyjskiej.
Działał w Partii Zgody Narodowej, obecnie jest członkiem Socjaldemokratycznej Partii „Zgoda”. W wyborach w 2002, 2006, 2010 i 2011 uzyskiwał mandat posła na Sejm Republiki Łotewskiej z listy Centrum Zgody. W wyborach w 2014 uzyskał mandat jako przedstawiciel partii „Zgoda”.

## Odznaczenia
- Medal Rady Bałtyckiej – 2005[2]